# Ollarianus ollus
Ollarianus ollus är en insektsart som beskrevs av Ball 1936. Ollarianus ollus ingår i släktet Ollarianus och familjen dvärgstritar. Inga underarter finns listade i Catalogue of Life.